# Huîtres des Rocheuses
Les huîtres des Rocheuses ou huîtres des montagnes, également connues sous le nom d'animelles au Canada français, sont un plat à base de testicules de taureau. Les organes sont souvent frits après avoir été dépouillés, enrobés de farine, de poivre et de sel, et parfois pilés à plat. Ce mets est le plus souvent servi en entrée.

## Étymologie
Ce plat est servi dans certaines régions du Canada, où l'élevage du bétail est répandu et où la castration des jeunes animaux mâles est courante. Les « huîtres des prairies » sont le nom préféré au Canada où elles sont servies dans une demi-glace. En Oklahoma et dans le Panhandle du Texas, elles sont souvent appelées « frites de veau ». En Espagne, en Argentine et dans de nombreuses régions du Mexique, on les appelle criadillas, et en Amérique centrale et du Sud, on les appelle familièrement huevos de toro (littéralement « couilles de taureau » ; outre son sens littéral, huevos est un terme argotique espagnol pour désigner les testicules). Les huîtres des Rocheuses sont parfois confondues, en raison de leur apparence, avec les frites de bovins ou animelles (testicules de bovins), qui sont servies de manière similaire. Quelques autres termes, tels que « caviar de cow-boy », « tendergroins du Montana », « noix saupoudrées », « bœuf balancé », ou simplement « huîtres des montagnes » peuvent être utilisés.

## Histoire
Ce plat, qui est censé être un repas de cowboy, est le plus souvent servi lors de festivals, dans les familles d'éleveurs ou dans certains établissements de restauration et bars spécialisés, mais il est aussi facilement disponible dans certains lieux publics (par exemple, au Coors Field pendant les matchs de baseball des Rockies du Colorado). La ville d'Eagle, dans l'Idaho, prétend organiser le World's Largest Rocky Mountain Oyster Feed (le plus grand repas d'huîtres des Rocheuses du monde) lors de ses Eagle Fun Days (qui ont lieu le deuxième week-end de juillet). Clinton, dans le Montana, Deerfield, dans le Michigan, Huntley, dans l'Illinois, Sesser, dans l'Illinois, Olean, dans le Missouri, Severance, dans le Colorado, et Tiro, dans l'Ohio, organisent également des festivals de ce plat. Les huîtres des Rocheuses sont parfois servies à titre de farce à ceux qui ne connaissent pas l'origine de ces « huîtres ». Elles sont également considérées comme un aphrodisiaque par de nombreuses personnes.
Le but premier de l'ablation des testicules n'est pas culinaire. Dans la pratique vétérinaire et l'élevage, la castration est courante et sert à diverses fins, notamment le contrôle de la reproduction, la croissance de muscles squelettiques adaptés à la viande de bœuf et la modification du tempérament.